# Kiều Mộng Thu
Kiều Mộng Thu (1941 – ?) là giáo viên, nhà báo, nhà thơ và nữ chính khách đối lập Việt Nam Cộng hòa, từng là Dân biểu Hạ nghị viện Việt Nam Cộng hòa qua hai nhiệm kỳ liên tiếp từ năm 1967 cho đến năm 1975. Dưới thời Đệ Nhị Cộng hòa, bà là một trong những nhân vật đối lập chính quyền Tổng thống Nguyễn Văn Thiệu nổi tiếng một thời.

## Tiểu sử

### Thân thế và học vấn
Kiều Mộng Thu tên thật là Trương Ngọc Thu, sinh năm 1941 (có thuyết nói bà sinh năm 1934 hoặc 1936) tại thành phố Long Xuyên, tỉnh An Giang, Nam Kỳ, Liên bang Đông Dương.

### Sự nghiệp chính trị
Bà đậu tú tài rồi ra trường dạy học, viết báo và làm thơ nhiều năm liền trước khi được bầu làm dân biểu Hạ nghị viện đơn vị Thừa Thiên trong cuộc tuyển cử năm 1967. Sau khi hết nhiệm kỳ thứ nhất, bà được bầu lại trong cuộc bầu cử năm 1971, lần này là dân biểu Hạ nghị viện đơn vị Huế. Ngoài ra, bà còn là cộng sự thân thiết của dân biểu Trần Ngọc Châu, khi ông Châu bị chế độ Thiệu cáo buộc tội danh ngầm liên lạc với cộng sản nên bị bắt giữ trong vụ án đầy tai tiếng năm 1970, đích thân bà đã phản đối lệnh bắt giữ này.
Thời còn làm dân biểu tại Hạ nghị viện, bà là một người chống đối mạnh mẽ chiến tranh Việt Nam và ủng hộ việc quân đội Mỹ phải rút khỏi Việt Nam. Ngày 19 tháng 10 năm 1970, bà tham dự một hội thảo chỉ trích và lên án chế độ Thiệu; các thành viên bao gồm Tổng thống Nguyễn Văn Thiệu, Phó Tổng thống Nguyễn Cao Kỳ và Thủ tướng Trần Thiện Khiêm về cách họ xử lý nền kinh tế và nhượng bộ trước các yêu cầu của Mỹ về luật đổi tiền mới. Liên quan đến luật đổi tiền này, bà tuyên bố hùng hồn như sau: "Chúng ta không thể ngồi yên và để cuộc sống khốn khổ của người dân tiếp tục được nữa.

### Cuối đời
Không rõ số phận của bà ra sao kể từ sau ngày 30 tháng 4 năm 1975; tuy có thông tin cho rằng bà đã gia nhập chế độ mới của Chính phủ Cách mạng Lâm thời Cộng hòa miền Nam Việt Nam và giữ chức vụ đại biểu Hội đồng Nhân dân Thành phố Hồ Chí Minh.

## Đời tư
Chồng của Kiều Mộng Thu tên là Nguyễn Chức Sắc (có chỗ ghi tên đệm hơi khác) từng giữ chức phó tỉnh trưởng hành chính.

## Thi phẩm
- Hai Khung Trời
- Màu Hoa Phượng
- Mùa Thu Cuối Cùng
- Dưới Rặng Bằng Lăng
- Khung Trời Quê Hương
- Cảnh Mimosa Ngày Cũ
- Lá Đổ Trên Mười Đầu Ngón Tay[16]